# 波格拉尼奇內火山
波格拉尼奇內火山是俄羅斯的火山，位於喬爾內火山東北方的堪察加半島中部，屬於中部山脈的一部分，海拔高度1,427米，面積15平方公里，山體在全新世形成。